# Amfreville-sur-Iton
Amfreville-sur-Iton è un comune francese di 789 abitanti situato nel dipartimento dell'Eure nella regione della Normandia.

## Società

### Evoluzione demografica
Abitanti censiti